# Mănăstirea Iezuiților din Târgu Mureș
Mănăstirea Iezuiților din Târgu Mureș este un ansamblu de monumente istorice aflat pe teritoriul municipiului Târgu Mureș.

Ansamblul este format din două monumente:
- Biserica fostei mănăstiri a iezuiților (cod LMI MS-II-m-A-15569.01)
- Claustru, azi casa parohială romano-catolică (cod LMI MS-II-m-A-15569.02)